# Meta Niederkorn
Meta Niederkorn-Bruck (* 2. März 1959 in Wien als Meta Bruck) ist eine österreichische Historikerin.

## Leben
Nach der Matura am Stiftsgymnasium Melk 1978 studierte sie Geschichte, Musikwissenschaft und Germanistik an der Universität Wien und promovierte 1986 zum Doktor der Philosophie. Ab 1983 war sie zudem, nach Ablegung der Staatsprüfung und  Verleihung der Mitgliedschaft des Instituts für Österreichische Geschichtsforschung, unter Herwig Wolfram Universitätsassistentin. 2000 habilitierte sie für Mediävistik und Historische Hilfswissenschaften an der Universität Wien und wurde im selben Jahr zur außerordentlichen Universitätsprofessorin ernannt.
Sie ist die Tochter von Guido Bruck und war mit dem Historiker Jan Paul Niederkorn verheiratet, das Paar hat zwei Kinder.

## Publikationen (Auswahl)
- Die Melker Reform im Spiegel der Visitationen (= Mitteilungen des Instituts für Österreichische Geschichtsforschung, Ergänzungsband 30), Oldenbourg, Wien/München 1994.
- Die Sanctorale Salzburgs um 800 (Habilitationsschrift, Universität Wien), Wien 2000.
- Erzbischof Arn von Salzburg. Oldenbourg, Wien u. a. 2004, ISBN 3-486-57595-3.
- Alle Zeit der Welt. Zeitstruktur und Denken über Zeit im Mittelalter. Wien/Innsbruck 2005.